# Sainte-Souline
Sainte-Souline é uma comuna francesa na região administrativa da Nova Aquitânia, no departamento de Charente. Estende-se por uma área de 7,32 km². Em 2010 a comuna tinha 121 habitantes (densidade: 16,5 hab./km²).